# 胡長粲
胡 長粲（こ ちょうさん、生没年不詳）は、東魏・北斉の外戚。本貫は安定郡臨涇県。

## 経歴
東魏の孝静帝の母方のおじである胡虔の子として生まれた。外戚として給事中を初任とし、黄門侍郎に転じた。章武郡太守に累進した。後主が即位すると、長粲は黄門の馮子琮とともに禁中を出入りして、もっぱら敷奏をつかさどった。武成帝が鄴に帰り、後主が晋陽に残ると、長粲は留後をつとめた。後主が鄴に帰ると、長粲は度支尚書となり、五礼の議論に参与した。武成帝が死去すると、長粲は婁定遠・趙彦深・和士開・元文遙・綦連猛・高阿那肱・唐邕とともに朝政を取りしきり、当時の人に八貴と称された。後に婁定遠と元文遙は左遷され、唐邕は外朝の兵をつかさどり、綦連猛と高阿那肱は別に武職を統括するようになったが、長粲はつねに後主の側近にあり、詔令を発表する任を兼ね、晋陽への行幸にも従った。後主は長粲を信任して庶務をすべて任せた。一族の隴東王胡長仁に恨まれ、長仁が胡太后に誣告したため、後主もやむなく長粲を左遷せざるをえず、趙州刺史として出した。長粲が趙州に到着すると、髪を洗うにも手を上げられず、声も出なくなって、まもなく死去した。司空公・尚書左僕射・瀛州刺史の位を追贈され、諡は文貞公といった。

## 子女
- 胡仲操（陳留郡太守）
- 胡叔泉（通直散騎侍郎）

## 伝記資料
- 『北斉書』巻48 列伝第40
- 『北史』巻80 列伝第68